# Ioni
Gli Ioni (in greco antico Ἴωνες, Íōnes) erano una delle tre popolazioni elleniche dell'antica Grecia nel II millennio a.C.
Secondo la leggenda, il mitico capostipite degli Ioni fu Ione, secondo altre versioni erano figli di Io.
In mancanza di altre fonti più attendibili in termini storico-documentali, si può tentare di interpretare l’origine dell’invasione ellenica della Grecia attraverso il mito della Titanomachia: i fratelli Ade, Poseidone e Zeus impersonificano ioni, eoli e achei che soggiogano Crono e i suoi fratelli Titani, ossia i pelasgi adoratori delle divinità titaniche.

## Origine del nome
Quando ci si riferisce a popolazioni, il termine "ionico" definisce diversi gruppi della Grecia classica. Nel suo senso più stretto, il termine si riferiva alla regione della Ionia in Asia Minore. In senso più ampio, poteva essere usato per descrivere tutti i parlanti del dialetto ionico, che oltre a quelli della Ionia propriamente detta comprendeva anche le popolazioni greche dell'Eubea, delle Cicladi e di molte città fondate da coloni ionici. Infine, in senso lato, potrebbe essere usato per descrivere tutti coloro che parlavano lingue del gruppo greco orientale, che comprendeva l'attico.
Il mito di fondazione in voga nel periodo classico suggeriva che gli Ioni prendessero il nome da Ione, figlio di Suto, che viveva nella regione di Aigialeia, nel nord del Peloponneso. Quando i Dori invasero il Peloponneso, espulsero gli Achei dall'Argolide e dalla Laconia. Gli Achei sfollati si trasferirono nell'Aigialeia (in seguito nota come Acaia), espellendo a loro volta gli Ioni dall'Aigialeia. Gli Ioni si trasferirono in Attica e si mescolarono con la popolazione locale dell'Attica, e molti in seguito emigrarono sulla costa dell'Asia Minore fondando la regione storica della Ionia.
A differenza degli austeri e militaristi Dori, gli Ioni sono famosi per il loro amore per la filosofia, l'arte, la democrazia e il piacere - caratteristiche ioniche che furono espresse in modo più famoso dagli Ateniesi.

### Etimologia
L'etimologia della parola Ἴωνες o Ἰᾱ́ϝoνες è incerta. Frisk isola una radice sconosciuta, *Ia-, pronunciata *ya-.
Esistono tuttavia alcune teorie:
- Da una radice onomatopeica proto-indoeuropea *wi- o *woi- che esprime un grido pronunciato da persone che corrono in aiuto di altri; secondo Pokorny, *Iāwones potrebbe significare "devoti di Apollo", sulla base del grido iḕ paiṓn pronunciato nella sua adorazione; il dio era anche chiamato Iḕios stesso.[5]
- Da un primo nome sconosciuto di una popolazione insulare del Mediterraneo orientale rappresentato da ḥꜣw-nbwt, un antico nome egizio per le popolazioni che vi abitavano.[6]
- Dall'antico egizio jwn "pilastro, tronco d'albero" si è esteso a jwnt "arco" (di legno?) e a jwntjw "arcieri, arcieri".[7] Questa derivazione è analoga, da un lato, alla possibile derivazione dei Dori e, dall'altro, si adatta al concetto egizio di "nove archi" in riferimento ai Popoli del Mare.
- Da una radice proto-indoeuropea *uiH-, che significa "potere".[8]

## Storia
Verso la fine del II millennio a.C., quando gli Ioni migrarono dall’Attica e dal Peloponneso orientale verso le coste dell'Asia minore, fondarono una dozzina di città, tra cui Mileto. La comunanza culturale, etnica e religiosa - il cui centro si identifica comunemente con il santuario di Poseidone a Panionion, presso Mycale - fece confluire le città in una confederazione, la Lega ionica. 
Nell'VIII secolo a.C. gli Ioni si rendono protagonisti di una serie di colonizzazioni in Italia e Sicilia: ioniche (e precisamente euboiche) sono le colonie di Pitecussa, Cuma, Neapolis, Rhegion, Naxos e Zancle. Alcune di queste saranno poi metropoli di alcune subcolonie: subcolonie di Naxos sono Leontinoi e Katane. Zancle fonderà poi Mile. Zancle e Mile congiuntamente fonderanno poi Himera.
Dal VII secolo a.C. le città ioniche caddero sotto il dominio della Lidia e, dopo la sconfitta di Creso, sotto quello persiano.
Nel 480 a.C., in seguito alle guerre persiane, gli Ioni tornarono indipendenti, ma nella sfera d'influenza di Atene. Per liberarsi dal dominio ateniese, si schierarono con Sparta, nella guerra del Peloponneso, ma ricaddero sotto il dominio persiano per gli accordi della Pace di Antalcida, nel 386 a.C.
La lega ionica fu poi ricostituita da Alessandro Magno. In seguito le città ioniche entrarono nella sfera d'influenza di Pergamo e dal 133 a.C. fecero parte della provincia romana d'Asia.